# Pegomya kali
Pegomya kali är en tvåvingeart som beskrevs av Masayoshi Suwa 1997. Pegomya kali ingår i släktet Pegomya och familjen blomsterflugor. Inga underarter finns listade i Catalogue of Life.